# Betty Compson
Betty Compson, nome completo Eleanor Luicime Compson (Beaver, 19 marzo 1897 – Glendale, 18 aprile 1974), è stata un'attrice e produttrice cinematografica statunitense dell'epoca del cinema muto, attiva anche in Inghilterra.
Ebbe - ancora prima dell'avvento del sonoro - una buona carriera recitando in numerosi film. Uno dei suoi migliori film fu Docks of New York del 1928, in cui restituì con una magistrale interpretazione dark l'ambientazione portuale newyorkese.
Fu candidata al Premio Oscar alla migliore attrice nell'edizione dell'aprile 1930 per la sua interpretazione del film Il re della piazza dove ricopriva il ruolo di Carrie.

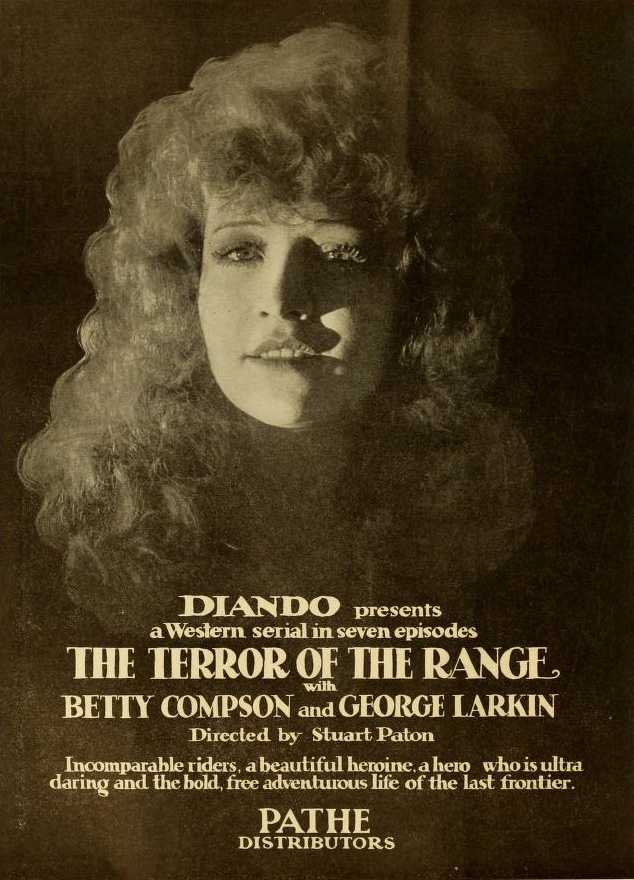
The Terror of The Range (1919)

## Biografia
Rimasta orfana di padre quando era ancora in tenera età, dovette abbandonare gli studi per badare a se stessa e alla madre. La sua prima scrittura nel mondo dello spettacolo la ottenne non come attrice ma quale violinista in un teatro di Salt Lake City. La Compson ha recitato in carriera a fianco di attori di rilievo, fra cui Erich von Stroheim, William Holden, ne Il fiume stanco (Weary River nell'originale) del 1929, diretta da Frank Lloyd, George Bancroft, Jack Oakie, che poi si rivedrà ne Il grande dittatore al fianco di Charlie Chaplin, Gary Cooper, nel western The Spoilers del 1930, Olga Baclanova (I dannati dell'oceano), sotto la guida di Josef von Sternberg. Fu interprete, quando il cinema divenne sonoro, tanto di film musicali quanto drammatici; ebbe il periodo di massimo splendore a fine anni 1920 quando recitò - fra il 1928 ed il 1929 - in oltre una decina di pellicole (otto nel solo 1929). Nel 1928 interpretò The Barker, un film privo di sonoro in senso stretto ma arricchito dai primi dialoghi.
In realtà, il suo debutto nello show-biz fu folgorante: recitò infatti in venticinque film nel solo anno 1916 (quindi all'età di appena diciannove anni). Quasi tutte queste pellicole erano una sorta di corti e non sono entrate nella filmografia ufficiale dell'attrice, ma il dato è sufficiente a consegnarla alla storia del cinema.
Il debutto vero avvenne tre anni dopo, nel 1919, quando interpretò sotto la guida di George L. Tucker il ruolo di Rose in L'uomo del miracolo. Il 1920 la vede alla guida di una propria compagnia di recitazione. Compson iniziava a Hollywood, presso gli studi Brunton, un nuovo progetto che l'avrebbe portata a diventare, a New York, anche produttrice dei suoi film. Doveva passare un solo anno perché, nel 1921, vedesse la luce la sua prima produzione: Prisoners of Love, in cui interpretava per la regia di Art Rosson il ruolo di Blanche Davis.
Tra le pellicole da lei interpretate che registrarono maggiore successo si segnalano: L'ultima danza, L'ombra bianca e Il signore e la signora Smith (a fianco di Carole Lombard e che fu, nel 1941, una delle sue ultime interpretazione di rilievo).
L'addio al set di Compson avvenne con Here Comes Trouble, del 1948. Da allora si dedicò a sostenere il suo terzo marito, Silvius Jack Gall (morto nel 1962), in un progetto finanziario chiamato "Ashtrays Unlimited".
Era stata sposata dal 1924 al 1930 al regista James Cruze e, successivamente, all'agente-produttore Irving Weinberg. Non ebbe figli e non si ha notizia di parenti che le siano sopravvissuti. Le sue spoglie riposano nel San Fernando Mission Cemetery di Mission Hills, Los Angeles.

## Filmografia
Di seguito sono elencati i film girati da Betty Compson dal 1915 al 1939 e negli anni quaranta. La filmografia - basata su IMDb - è completa.

### Attrice

#### 1915
- Wanted: A Leading Lady, regia di Al Christie (1915)
- Their Quiet Honeymoon, regia di Al Christie (1915)
- Where the Heather Blooms, regia di Al Christie (1915)
- Love and a Savage, regia di Al Christie (1915)
- Some Chaperone, regia di Al Christie (1915)

#### 1916
- Jed's Trip to the Fair, regia di Al Christie (1916)
- Mingling Spirits, regia di Al Christie (1916)
- Her Steady Carfare, regia di Horace Davey (1916)
- A Quiet Supper for Four, regia di Al Christie (1916)
- When the Losers Won, regia di Al Christie (1916)
- Her Friend, the Doctor, regia di Al Christie (1916)
- Cupid Trims His Lordship, regia di Al Christie (1916)
- When Lizzie Disappeared, regia di Al Christie (1916)
- The Deacon's Waterloo, regia di Al Christie (1916)
- Love and Vaccination, regia di Al Christie (1916)
- A Friend, But a Star Boarder, regia di Al Christie (1916)
- The Janitor's Busy Day, regia di Al Christie (1916)
- He Almost Eloped, regia di Al Christie (1916)
- A Leap Year Tangle, regia di Al Christie (1916)
- Eddie's Night Out, regia di Al Christie (1916)
- The Newlyweds' Mix-Up, regia di Eddie Lyons (1916)
- Lem's College Career, regia di Al Christie (1916)
- Potts Bungles Again, regia di Al Christie (1916)
- He's a Devil, regia di Al Christie (1916)
- The Wooing of Aunt Jemima, regia di Al Christie (1916)
- Her Celluloid Hero, regia di Al Christie (1916)
- All Over a Stocking, regia di Al Christie (1916)
- Wanted: A Husband, regia di Al Christie (1916)
- Almost a Widow, regia di Horace Davey (1916)
- The Browns See the Fair, regia di Horace Davey (1916)
- His Baby
- Inoculating Hubby
- Those Primitive Days
- The Making Over of Mother
- He Wouldn't Tip
- That Doggone Baby
- He Loved the Ladies
- When Clubs Were Trumps
- Dad's Masterpiece
- Nearly a Hero
- A Brass-Buttoned Romance
- Her Sun-Kissed Hero
- Some Kid
- Sea Nymphs
- Hist! At Six O'Clock
- Cupid's Uppercut
- Lovers and Lunatics, regia di Horace Davey (1916)

#### 1917
- Her Crooked Career, regia di Al Christie (1917)
- Her Friend, the Chauffeur, regia di Al Christie (1917)
- Small Change
- Hubby's Night Out
- Out for the Coin
- As Luck Would Have It
- Sauce for the Goose, regia di Al Christie (1917)
- Suspended Sentence, regia di Al Christie (1917)
- Father's Bright Idea
- His Last Pill
- Those Wedding Bells
- Almost a Scandal
- A Bold, Bad Knight
- Five Little Widows
- Down by the Sea, regia di Al Christie (1917)
- Won in a Cabaret
- A Smoky Love Affair
- Crazy by Proxy
- Betty's Big Idea
- Almost a Bigamist
- Love and Locksmiths
- Nearly a Papa
- Almost Divorced, regia di Al E. Christie (1917)
- Betty Wakes Up
- Their Seaside Tangle
- Help! Help! Police!, regia di Al E. Christie (1917)
- Cupid's Camouflage

#### 1918
- Many a Slip, regia di Al Christie (1918)
- Whose Wife?, regia di Al Christie (1918)
- Circumstantial Evidence, regia di Al E. Christie (1918)
- Here Comes the Groom
- Somebody's Baby
- Betty's Adventure
- Never Surprise Your Wife
- All Dressed Up
- Border Raiders
- The Sheriff, regia di Roscoe 'Fatty' Arbuckle (1918)

#### 1919
- Terror of the Range, regia di Stuart Paton (1919)
- The Prodigal Liar, regia di Thomas N. Heffron (1919)
- The Light of Victory
- The Little Diplomat, regia di Stuart Paton (1919)
- The Devil's Trail, regia di Stuart Paton (1919)
- L'uomo del miracolo (The Miracle Man), regia di George Loane Tucker (1919)

#### 1921
- Prisoners of Love (1921)
- For Those We Love, regia di Arthur Rosson (1921)
- At the End of the World, regia di Penrhyn Stanlaws (1921)
- Ladies Must Live, regia di George Loane Tucker (1921)
- The Little Minister, regia di Penrhyn Stanlaws (1921)

#### 1922
- The Law and the Woman, regia di Penrhyn Stanlaws (1922)
- The Green Temptation, regia di William Desmond Taylor (1922)
- Over the Border, regia di Penrhyn Stanlaws (1922)
- Always the Woman, regia di Arthur Rosson (1922)
- The Bonded Woman, regia di Phil Rosen (1922)
- To Have and to Hold, regia di George Fitzmaurice (1922)
- Kick In, regia di George Fitzmaurice (1922)

#### 1923
- The White Flower, regia di Julia Crawford Ivers (1923)
- The Rustle of Silk, regia di Herbert Brenon (1923)
- La donna dalle quattro facce (The Woman with Four Faces), regia di Herbert Brenon (1923)
- L'ultima danza (Woman to Woman), regia di Graham Cutts (1923)
- Hollywood, regia di James Cruze (1923)
- The Royal Oak, regia di Maurice Elvey (1923)

#### 1924
- The Stranger, regia di Joseph Henabery (1924)
- Miami, regia di Alan Crosland (1924)
- Il peccato della puritana (The Prude's Fall, regia di Graham Cutts (1924)
- L'ombra bianca (The White Shadow), regia di Graham Cutts (1923)
- The Enemy Sex, regia di James Cruze (1924)
- The Female, regia di Sam Wood (1924)
- Ramshackle House, regia di F. Harmon Weight (1924)
- L'eterno femminino (The Fast Set), regia di William C. de Mille (1924)
- The Garden of Weeds, regia di James Cruze (1924)

#### 1925
- Locked Doors, regia di William C. deMille (1925)
- New Lives for Old, regia di Clarence G. Badger (1925)
- Eve's Secret, regia di Clarence G. Badger (1925)
- Beggar on Horseback, regia di James Cruze (1925)
- Paths to Paradise, regia di Clarence G. Badger (1925)
- The Pony Express, regia di James Cruze (1925)
- Counsel for the Defense, regia di Burton L. King (1925)

#### 1926
- The Palace of Pleasure, regia di Emmett J. Flynn (1926)
- The Wise Guy, regia di Frank Lloyd (1926)
- The Belle of Broadway, regia di Harry O. Hoyt (1926)

#### 1927
- The Ladybird, regia di Walter Lang (1927)
- Say It with Diamonds, regia di Arthur Gregor, Jack Nelson (1927)
- Temptations of a Shop Girl, regia di Tom Terriss (1927)
- Love Me and the World Is Mine, regia di Ewald André Dupont (1927)
- Cheating Cheaters, regia di Edward Laemmle (1927)

#### 1928
- La grande città (The Big City), regia di Tod Browning (1928)
- Amanti del deserto (The Desert Bride), regia di Walter Lang (1928)
- The Masked Angel, regia di Frank O'Connor (1928)
- Life's Mockery, regia di Robert F. Hill (1928)
- Legge di guerra (Court-Martial), regia di George B. Seitz (1928)
- I dannati dell'oceano (Docks of New York), regia di Josef von Sternberg (1928)
- Il re della piazza (The Barker), regia di George Fitzmaurice (1928)
- I mari scarlatti (Scarlet Seas), regia di John Francis Dillon (1928)

#### 1929
- Il fiume stanco (Weary River) (1929)
- On with the Show!, regia di Alan Crosland (1929)
- The Time, the Place and the Girl, regia di Howard Bretherton (1929)
- Jozelle jazz club (Street Girl), regia di Wesley Ruggles (1929)
- L'uomo dai due volti (Skin Deep, regia di Ray Enright (1929)
- Il gran Gabbo (The Great Gabbo), regia di James Cruze e, non accreditato, Erich von Stroheim (1929)
- Woman to Woman, regia di Victor Saville (1929)
- Rivista delle nazioni (The Show of Shows), regia di John G. Adolfi
- Blaze o' Glory, regia di George Crone, Renaud Hoffman (1929)

#### 1930
- The Case of Sergeant Grischa, regia di Herbert Brenon (1930)
- L'arcipelago in fiore (Isle of Escape), regia di Howard Bretherton (1930)
- Those Who Dance, regia di William Beaudine (1930)
- Czar of Broadway, regia di William James Craft (1930)
- Il mistero di mezzanotte (Midnight Mystery), regia di George B. Seitz (1930)
- Inside the Lines, regia di Roy Pomeroy (1930)
- The Spoilers, regia di Edwin Carewe (1930)
- She Got What She Wanted, regia di James Cruze (1930)
- The Boudoir Diplomat, regia di Malcolm St. Clair (1930)

#### 1931
- The Lady Refuses, regia di George Archainbaud (1931)
- The Virtuous Husband, regia di Vin Moore (1931)
- Three Who Loved, regia di George Archainbaud (1931)
- Il bel capitano (The Gay Diplomat), regia di Richard Boleslawski (1931)
- Hollywood Halfbacks, regia di Charles Lamont (1931)

#### 1932
- The Silver Lining, regia di Alan Crosland (1932)
- Guilty or Not Guilty, regia di Albert Ray (1932)

#### 1933
- West of Singapore, regia di Albert Ray (1933)
- Destination Unknown, regia di Tay Garnett (1933)
- Notorious But Nice, regia di Richard Thorpe (1933)

#### 1934
- No Sleep on the Deep, regia di Charles Lamont (1934)

#### 1935
- Reginetta della notte (Manhattan Butterfly), regia di Lewis D. Collins (1935)

- False Pretenses, regia di Charles Lamont (1935)

#### 1936
- August Weekend, regia di Charles Lamont (1936)
- Laughing Irish Eyes, regia di Joseph Santley (1936)
- The Millionaire Kid, regia di Bernard B. Ray (1936)
- The Drag-Net, regia di Vin Moore (1936)
- Hollywood Boulevard
- Bulldog Edition, regia di Charles Lamont (1936)
- Killer at Large, regia di David Selman (1936)
- Two Minutes to Play, regia di Robert F. Hill (1936)

#### 1937
- Circus Girl, regia di John H. Auer (1937)
- Il terrore del West (God's Country and the Man), regia di Robert N. Bradbury (1937)
- Federal Bullets, regia di Karl Brown (1937)

#### 1938
- Blondes at Work, regia di Frank McDonald (1938)
- Port of Missing Girls, regia di Karl Brown (1938)
- Un bandito in vacanza (A Slight Case of Murder), regia di Lloyd Bacon (1938)
- Torchy Blane in Panama, regia di William Clemens (1938)
- Two Gun Justice, regia di Alan James (1938)
- The Beloved Brat, regia di Arthur Lubin (1938)
- Religious Racketeers, regia di Frank O'Connor (1938)
- Under the Big Top, regia di Karl Brown (1938)

#### 1939
- Hotel Imperial, regia di Robert Florey (1939)
- News Is Made at Night, regia di Alfred L. Werker (1939)
- Cowboys from Texas, regia di George Sherman (1939)

#### Anni quaranta
- Cafe Hostess, regia di Sidney Salkow (1940)
- L'isola del diavolo (Strange Cargo), regia di Frank Borzage  (1940)
- Mad Youth, regia di Melville Shyer (1940)
- Laughing at Danger, regia di Howard Bretherton (1940)
- The Watchman Takes a Wife, regia di Del Lord (1941)
- Il signore e la signora Smith (Mr. & Mrs. Smith), regia di Alfred Hitchcock (1941)
- Una donna è scomparsa (Roar of the Press), regia di Phil Rosen (1941)
- Invisible Ghost, regia di Joseph H. Lewis (1941)
- Zis Boom Bah, regia di William Nigh (1941)
- Escort Girl, regia di Edward E. Kaye (1941)
- Danger! Women at Work, regia di Sam Newfield (1943)
- La vita è nostra (Claudia and David), regia di Walter Lang (1946)
- Her Adventurous Night, regia di John Rawlins (1946)
- Hard Boiled Mahoney, regia di William Beaudine (1947)
- Second Chance, regia di James Tinling  (1947)
- Fred Guiol, regia di Fred Guiol (1948)

### Film o documentari dove appare Betty Compson
- Screen Snapshots, Series 1, No. 14
- Screen Snapshots, Series 1, No. 17
- A Trip to Paramountown
- Screen Snapshots, Series 3, No. 9
- Screen Snapshots, Series 3, No. 21
- Hollywood
- Screen Snapshots Series 9, No. 13
- Voice of Hollywood
- The House That Shadows Built
- Movie Memories#2
- Confessions of a Vice Baron
- This Is Your Life
- Brother, Can You Spare a Dime?
- Hooray for Hollywood
- Spisok korabley
- Fragments: Surviving Pieces of Lost Films, regia di Randy Haberkamp - documentario tv (2011)

### Colonna sonora
- On with the Show!, regia di Alan Crosland - esegue Let Me Have My Dreams (1929)
- Jozelle Jazz Club (Street Girl), regia di Wesley Ruggles - esegue My Dream Memory (1929)
- Il gran Gabbo (The Great Gabbo), regia di James Cruze e, non accreditato, Erich von Stroheim - esegue I'm in Love with You e Web of Love (1929)

## Doppiatrici italiane
- Serena Spaziani in Il signore e la signora Smith (ridoppiaggio)[2]